# Parafia Miłosierdzia Bożego w Kulsarach
Rzymskokatolicka parafia Bożego Miłosierdzia w Kulsarach – rzymskokatolicka parafia w Kulsarach (obwód atyrauski) w Kazachstanie. Wchodząca w skład Administratury Apostolskiej Atyrau.

## Historia
U początku historii tej parafii stoi ochrzczony przez ks. Lorenza Gawola – Amantaj (zm. 16.04.2024) – Kazach z pochodzenia. Kilka razy przyjeżdżał on do Atyrau na Eucharystię. W końcu stwierdził, że dobrze byłoby założyć parafię w Kulsarach, wtedy łatwiej będzie jemu i innym, tamtejszym katolikom, uczestniczyć w życiu kościelnym.
Dnia 10 listopada 2003 w Kulsarach zostało zakupione małe, dwupokojowe mieszkanie. Jak się okazało, znalazły się w Kulsarach osoby, które chciały włączyć się w nowo powstałe dzieło. Wtedy także rozpoczęto przygotowania tychże osób do przyjęcia sakramentów. Przygotowania prowadzili duszpasterze, którzy co tydzień przyjeżdżali w tym celu do parafii.
Organizowanie parafii rozpoczęto w 2003, erygowano ją 2 lutego 2004, ale rejestracji dokonano 21 maja 2004. Pierwszym administratorem parafii został ks. Dariusz Buras. Gdy wspólnota parafialna liczebnie się rozrosła, już 28 lutego 2005 zakupiono dom, który po przebudowie zaadaptowano na potrzeby parafii.
2 maja 2006 ks. Dariusz Buras w związku z objęciem funkcji ojca duchownego w Wyższym Międzydziecezjalnym Seminarium Duchownym w Karagandzie został zwolniony z funkcji administratora parafii w Kulsarach, a jego miejsce zajął 14 października 2007 ks. Cezary Komosiński, który na stałe zamieszkał w tej parafii. Od lipca 2006 do października 2007 trwała budowa kaplicy i domu parafialnego, których poświęcenia dokonał 4 grudnia 2007 biskup Janusz Kaleta, administrator apostolski Atyrau.

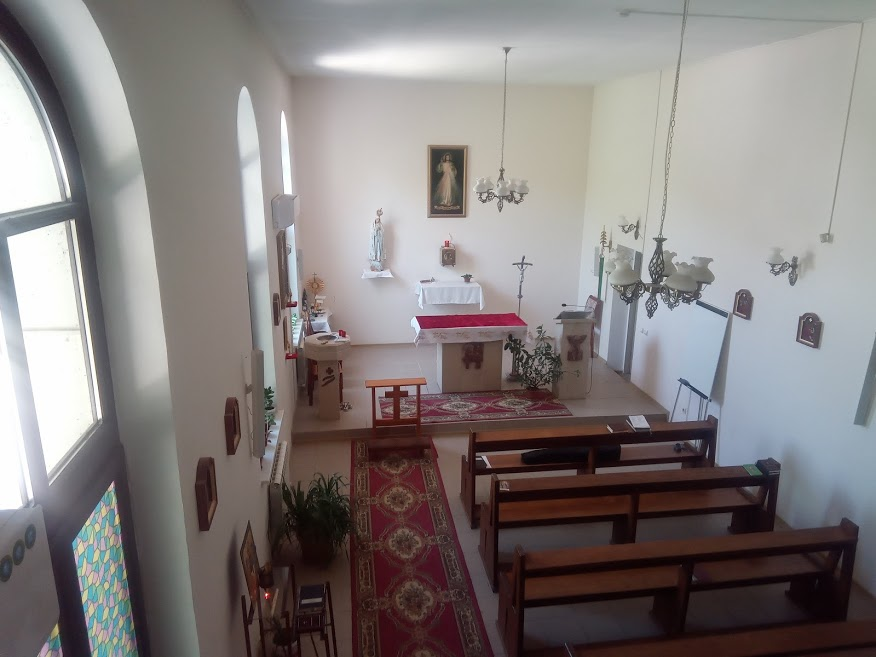
Nawa główna

Kaplica, która powstała po wyburzeniu ścianek działowych 
w dawnym sklepie i zlikwidowaniu drugiego piętra ma obecnie 56 m². Wraz z chórem może pomieścić nawet około 80 osób. Tam także udało się sprowadzić marmurowy ołtarz, ambonę i chrzcielnicę, wykonane w Polsce w zakładzie kamieniarskim pana Krzysztofa Czarnoty. Obraz Jezusa Miłosiernego wykonany przez Dorotę Piwowarczyk ufundował o. Jerzy Karpiński, były prowincjał rosyjskiej prowincji ojców jezuitów.
Do 13 lutego 2017 proboszczem w tej parafii był ks. Łukasz Niemiec. Był on najpierw wikariuszem w Parafii Przemienienia Pańskiego w Atyrau (od września 2011 do kwietnia 2013), ale w tym czasie dojeżdżał do Kulsar, pozostając na miejscu przeważnie od soboty do poniedziałku. Później został już tutaj proboszczem (od maja 2013 do lipca 2014), a następnie po krótkiej przerwie na pracę w Atyrau, ponownie, od stycznia 2015 dojeżdżał do Kulsar, równocześnie będąc od 14 lipca 2015 wikariuszem generalnym w administraturze apostolskiej Atyrau.
Gdy ks. Łukasz Niemiec we wrześniu 2018 objął parafię Matki Bożej Nieustającej Pomocy w Uralsku stamtąd przybył i 3 września 2018 przejął parafię ks. Cezary Paciej. W październiku tego samego roku do parafii przybyli Kanonicy Regularni Pana Jezusa: pochodzący z Indonezji ks. Jacob Dambe oraz diakon Patrick Napal z Filipin. W styczniu 2018 parafię opuścił ks. Cezary Paciej i funkcję proboszcza objął ks. Jacob Dambe, który z końcem lutego 2019 powrócił do rodzimej Indonezji. Od tego czasu do końca kwietnia 2019 pomagał duszpastersko ks. Wojciech Subzda, na co dzień posługujący w parafii Matki Bożej Nieustającej Pomocy w Uralsku. Dnia 2 kwietnia 2019 w parafii Przemienienia Pańskiego w Atyrau diakon Milan Patrick Napal przyjął święcenia kapłańskie z rąk biskupa Karagandy Adelio Dell'Oro. Dnia 23 października 2019 pracę w parafii rozpoczął, pochodzący z Polski chrystusowiec, ks. Paweł Witek, który był wikariuszem do dnia 1 grudnia 2022.
Dnia 16 marca 2020 proboszczem został mianowany ks. Wojciech Szubzda, wcześniejszy wikariusz parafii Matki Bożej Nieustającej Pomocy w Uralsku zamieniając się placówką i funkcją z ks. Patrickiem Napalmem CJD. W grudniu 2020 ks. Wojciech Szubzda został mianowany ojcem duchownym w Wyższym Międzydiecezjalnym Seminarium Duchownym w Karagandzie, a kolejnym administratorem parafii, od dnia 7 stycznia 2021, został ks. Piotr Dydo-Rożniecki, który wcześniej był wikariuszem w Parafii Przemienienia Pańskiego w Atyrau.
7 lipca 2022 do Atyrau przybyła ze Słowacji – Eva Lesnická, która od 20 sierpnia 2022 do 21 grudnia 2023 posługiwała w tutejszej parafii.

## Duszpasterze
- Ks. Piotr Dydo-Rożniecki – proboszcz od 7 stycznia 2021